# Eva Klonowski
Eva Elvira Klonowski albo Ewa z domu Nowak (ur. 18 listopada 1946 we Wrocławiu) – polsko-islandzka antropolog sądowa.
Wnuczka oficera Wojska Polskiego, zamordowanego w Katyniu. Związana rodzinnie z Ameliówką.
Po wprowadzeniu stanu wojennego z 13 grudnia 1981, przebywając za granicą, zdecydowała się pozostać poza granicami Polski. W 1982 osiadła w Islandii, gdzie wykładała na Uniwersytecie Islandzkim. Uzyskała islandzkie obywatelstwo.
W 1996 podjęła badania ekshumacyjno-identyfinacyjne ofiar wojny w Bośni i Hercegowinie z lat 1992–1995. Jest bohaterką książki Jakbyś kamień jadła Wojciecha Tochmana.
Ma dwie córki, z których jedna także została antropologiem.

## Odznaczenia i wyróżnienia
- Krzyż Oficerski Orderu Zasługi Rzeczypospolitej Polskiej (2002, za wybitne zasługi i zaangażowanie w poszukiwanie ludzi zaginionych, za działalność na rzecz Polski)[1]
- Honorowe obywatelstwo Federacji Bośni i Hercegowiny
- Nominacja do Pokojowej Nagrody Nobla (2005)
- Krzyż Kawalerski Orderu Sokoła Islandzkiego (2023)[5]